# Simone Villanova
Simone Villanova (Valdobbiadene, 22 novembre 1984) è un ex calciatore italiano, di ruolo portiere.

## Carriera

### Club
Ha esordito tra i professionisti con la maglia del Bassano Virtus giocando titolare la Serie C2 2005-2006.
Nel periodo 2006-2011 ha giocato 57 partite con il Cittadella, di cui 56 in Serie B.
Terminato il contratto col Cittadella è rimasto svincolato per un anno, prima di trovare ingaggio col Pievigina in Promozione. Con tale club ha ottenuto la promozione in Eccellenza tramite play-off nella stagione 2014-2015 e l'accesso alla Serie D grazie alla vittoria del Girone B di Eccellenza veneta la stagione successiva.
Dopo aver disputato da titolare anche la Serie D 2016-2017, che vide la propria squadra retrocedera da ultima del Girone C, si è trasferito al Nervesa dove ha chiuso la carriera nel 2019.

## Palmarès

### Club
- Eccellenza: 1

Pievigina:2015-2016 (girone B)